# Luke Goss
Pour les articles homonymes, voir Goss.
Luke Goss est un acteur et batteur britannique, né le 29 septembre 1968 à Londres.

## Biographie

### Jeunesse
Luke Goss a un frère jumeau, Matt, avec qui il a créé à la fin des années 1980 le groupe de pop Bros, dont il était le batteur. Le duo place huit succès dans le top 10 entre 1987 et 1989, dont When will I be famous? et I owe you nothing. Le duo a ainsi déclenché une « Brosmania », mais le succès a pris fin avec leur troisième disque, Changing Faces (sorti en 1991), qui affiche des ventes décevantes. De plus, le duo découvre être confronté à une dette d'environ 500 000 £. Refusant de se déclarer en faillite, les deux frères vont mettre une décennie à rembourser.

### Séparation puis reformation du groupe
Après la séparation du duo, tandis que son frère entame une carrière réussie à Las Vegas où il fait des spectacles, Luke devient acteur, apparaissant notamment dans des films tirés de bandes dessinées : Hellboy 2, et Blade II.
En 1992 Matt et Luke Goss apparaissent tous deux dans le spectacle anglo-saxon Tycoon dont la musique est signée par Michel Berger. Le duo interprète la chanson A Little Damage Done, qu'on retrouve sur le CD édité en 1992  (EAN 5099747192326)[réf. nécessaire].
Luke Goss s'est également tourné vers d'autres scènes, en jouant dans plusieurs comédies musicales en Grande-Bretagne (par exemple Grease). Enfin, entre autres activités, il a eu son émission sur MTV[réf. nécessaire].
Luke Goss se remet en duo musical avec son frère en 2016. Le duo sort le documentaire After The Screaming Stops en 2018.

## Filmographie partielle
- 2000 : The Stretch (TV) : Warwick Locke
- 2001 : Two Days, Nine Lives : Saul
- 2002 : Blade II : Jared Nomak
- 2002 : Nine Tenths : Jon Laker
- 2002 : The Robbery (Zig Zag) : Cadillac Tom
- 2002 : Love Life : Christian
- 2004 : Frankenstein (TV) : La créature
- 2004 : Charlie : Charlie Richardson
- 2004 : Fei ying : Alexander Wolfe
- 2005 : Le Boss (The Man) : Joey Kane
- 2005 : Private Moments : Lucien
- 2005 : Cold and Dark : John Dark
- 2006 : Something in the Clearing : Randy
- 2006 : Mercenary (Mercenary for Justice) (V) : John Dresham
- 2006 : 13 Graves (TV) : Anton
- 2006 : Esther, Reine de Perse (One Night with the King) : Xerxes
- 2007 : Shanghai Baby : Mark
- 2007 : Bone Dry : Eddie
- 2007 : Unearthed : Kale
- 2008 : Hellboy II : Les légions d'or maudites (Hellboy II: The Golden Army) : Le Prince Nuada, Lance d'Argent
- 2008 : Deep Winter : Stephen Weaks
- 2009 : L'Équation de l'apocalypse (TV) : David
- 2009 : Fringe : La Traversée  (saison 2 épisode 1)  : Lloyd Parr
- 2010 : Death Race 2 (V) : Carl 'Luke' Lucas
- 2010 : Across the Line : The Exodus of Charlie Wright (V) : Damon
- 2010 : Jack Wilder et la Mystérieuse Cité d'or (The Search for El Dorado) (TV) : Colonel Sam Grissom
- 2010 : Witchville (TV) : Malachy
- 2010 : The Dead Undead (V) : Jack
- 2010 : Tekken (V) : Steve Fox
- 2010 : War Pig (V): Dany
- 2011 : Hit Fast (V) : Brian
- 2011 : Pressed (Underground Hitman) : Brian
- 2011 : Blood out (TV) : Michael
- 2012 : Death Race: Inferno (V) : Carl 'Luke' Lucas
- 2012 : Interview With A Hitman (V) : Viktor
- 2012 : 7 Below : Isaac
- 2013 : Dead Drop : Michael
- 2014 : April Rain : John Sikes
- 2015 : Blackwater (V) : Wade
- 2015 : Mad Dog (TV) : Conrad Miller
- 2015 : Act of Honor : Lieutenant Wosick
- 2016 : Mind Blown: Menace psychique (TV) : General White
- 2016 : Crossing Point (Lord of Drug) : Decker
- 2017 : Extrême tension de Luke Goss : David
- 2017 : Cartels : Tom Jensen
- 2019 : The Hard Way : Mason
- 2020 : Legacy : Agent Gray
- 2020 : Paydirt : Damien Brooks

## Voix françaises
- Jérôme Keen : Hit Fast (2010)
- Olivier Valiente : Paydirt (2020)